# 오스트리아-튀르크 전쟁 (1663년~1664년)
오스트리아-투르크 전쟁 (1663년-1664년)은 합스부르크 군주국(Habsburg Monarchy)과 오스만 제국 사이에서 벌어진 짧은 전쟁이다. 합스부르크 군대를 지휘하는 라이몬도 몬테쿠콜리(Raimondo Montecuccoli)는 장크트고트하르트 전투(Battle of Saint Gotthard)에서 빈을 향해 진군하던 오스만 군대를 멈추게 하는데 성공했다. 오스만이 패배했음에도 불구하고, 바스바르 조약에 의해 유리하게 전쟁을 끝났다.

## 서막
트란실바니아의 죄르지 라코치 2세(György Rákóczi II) 공(Prince)이 오스만 제국의 허락없이 1658년 폴란드를 침공한 것이 전쟁의 원인이 되었다. 트란실바니아는 1526년 모하치 전투 이후 오스만의 종주권을 인정하고 조공을 바치는 대신 정치와 종교적 자유를 얻었다. 라코치의 비공인된 전쟁 소식을 듣자 오스만 제국은 자신의 속국에 선전포고했다. 오스만 제국의 대 비지르(Grand Vizier) 쾨프륄뤼 메흐메드 파샤(Köprülü Mehmed Pasha (Vizier 1656-1661)는 라코치의 군대를 격파하고 트란실바니아를 정복했다. 트란실바니아 후계자 야노슈 케메니(János Kemény)는 오스트리아에 도움을 요청하기 위해 빈으로 도망쳤다.
황제 레오폴트 1세(Leopold I, 1640-1705)는 트란실바니아가 오스만의 직접 통치를 받길 원하지 않았기 때문에 몬테쿠콜리의 군대를 헝가리로 보냈다. 몬테쿠콜리는 압도적 수적 열세에 놓였다.
1661년부터 크로아티아의 반(Ban) 미클로스 즈리니(Miklós Zrínyi)는 오스트리아와 오스만 사이에 새로운 전쟁을 일으키기 위해 노비즈린(Novi Zrin)을 근거지로 계속해서 오스만 제국 영내에 대한 습격을 가하고 있었다. 습격과 몬테쿠콜리 군대의 진주로 오스만 제국은 1606년 이후 계속되어온 현상유지 정책을 깨고 전쟁에 돌입했다.

## 1663년 전역

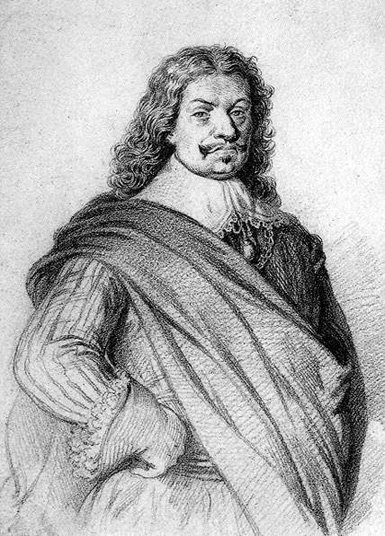
라이몬도 몬테쿠콜리 백작

1663년 여름, 대 비지르 쾨프륄뤼 파즐 아흐메드(Köprülü Fazıl Ahmed)는 100,000명의 병력을 이끌고 합스부르크령 헝가리로 진격했고 9월 노베잠키(Nové Zámky)를 점령했다. 합스부르크 사령관 라이몬도 몬테쿠콜리가 보유한 군대는 오직 그의 12,000명과 투르크에 대항하는 미콜로스 즈리니의 헝가리-크로아티아 군대 15,000명이 전부였다.
황제 레오폴드 1세는 1663년 1월 제국 의회(Imperial Diet)를 소집해 독일과 유럽 국가 왕들에게 도움을 요청해 성공을 거두었다. 30,000명의 바이에른, 브란덴부르크, 작센군이 지원되었다. 심지어 오랜 적대자 루이 14세가 장 드 콜리니-살리니(Jean de Coligny-Saligny) 지휘하의 6,000명의 프랑스군을 보내기도 했다.

## 1664년 캠페인
1664년 초, 제국군은 세 갈래로 나뉘어 진군했다. 남부는 미클로스 즈리니가 이끄는 17,000명의 헝가리-크로아티아군, 중앙은 몬테쿠콜리가 이끄는 28,500명의 주력군, 북부는 장 루이 라두 드 수쉐(Jean-Louis Raduit de Souches)가 이끄는 8,500명의 병력이 맡았고 12,500명은 요새 수비병으로 남겨졌다.
이 66,500병의 연합군은 서로의 의견차가 심했다. 즈리니는 오스만 제국 영내로 침입했고 오시예크(Osijek)에서 드라바강(Drava River)을 건넜다. 즈리니의 군대는 주목표였던 너지커니저(Nagykanizsa)를 점령하는데 실패했다. 6월, 쾨프륄뤼가 이끄는 오스만군이 접근하자 즈리니는 포위를 풀고 철수했다.
오스만군은 진군을 계속해 노비 즈린을 포위했다. 몬테쿠콜리는 노비 즈린에 구원을 가지 않았고 결국 도시는 오스만 제국에서 점령되었다. 이는 1664-1670년 일어난 즈린스키-프란코판 반란(Zrinski–Frankopan conspiracy; 즈린스키와 프란코판가 귀족들이 합스부르크에 대항해 일으킨 반란)의 원인이 된다.

## 장크트고트하르트 전투

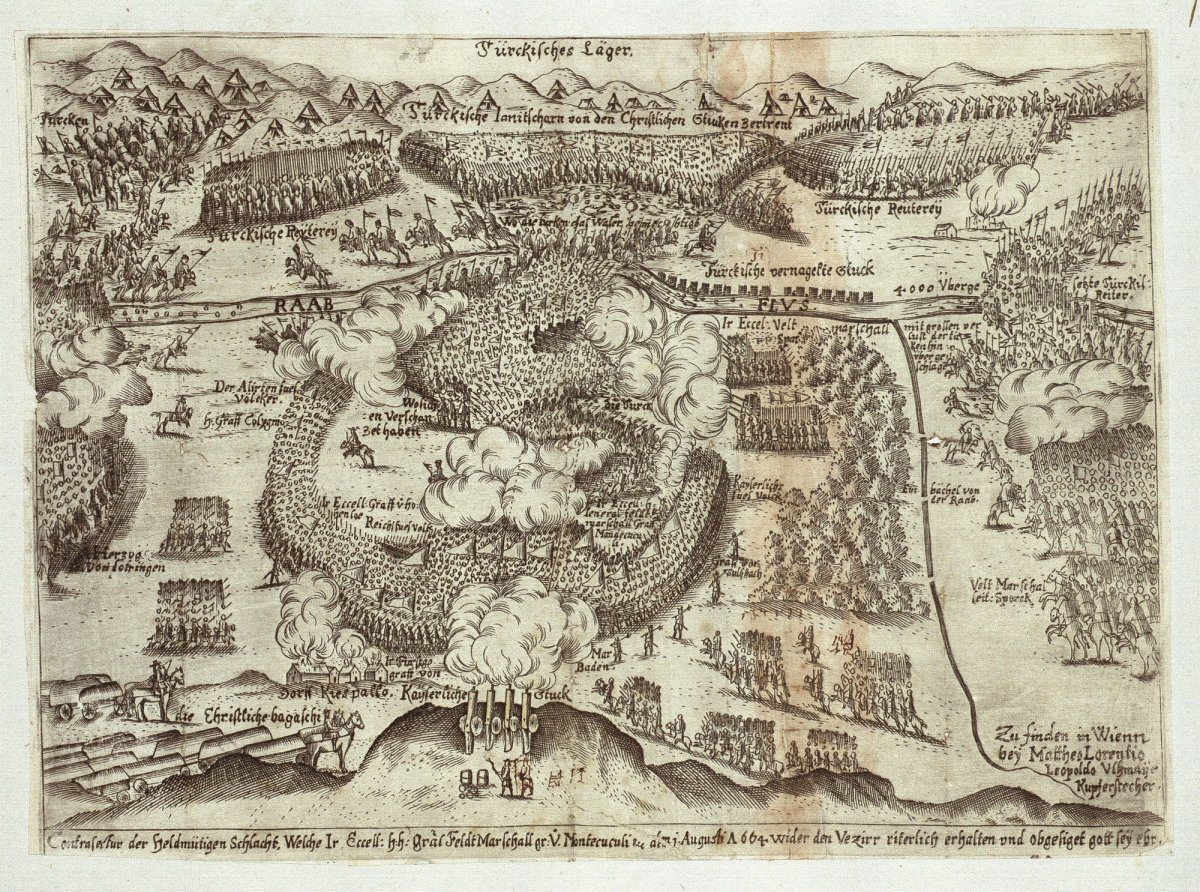
모게르스도르프 전투/장크트고트하르트 (센트고트하르드; Szentgotthard) 1664)

노비 즈린을 점령한 뒤, 오스만군은 빈을 향해 진군했다. 그러나 라바 강(Rába river)과 모게르스도르프(Mogersdorf) 사이의 센트고트하르드 수도원(Szentgotthárd Abbey)에서 몬테쿠콜리가 이끄는 군대에게 저지를 당했다. 오스만은 16,000-22,000명의 병력을 잃었다.
수쉐가 이끄는 북부군은 몇몇 전투에서 쿠츠크 메흐메드 파샤(Kutschuk Mehmed Pascha)가 이끄는 오스만군을 격파했다. 이 승리들 중 레비체 전투(Battle of Levice)에서 거둔 승리가 가장 중요했다.

## 바스바르 조약
장크트고트하르트 전투가 있은 지 9일 뒤인 1664년 8월 10일, 20년간 지속되는 바스바르 조약이 체결되었다. 합스부르크의 결정의 주요 요인은 프랑스가 네덜란드, 독일, 이탈리아에 있는 더 많고 값어치 있는 합스부르크 영지에 위협을 가하고 있는 상황이었기 때문에 오스트리아는 전투에서 승리를 거두었음에도 오스만의 트란실바니아와 노베잠키의 지배를 인정했고, 전쟁 배상금을 지불했다. 노비 지린은 비워졌다.

## 결과
크로아티아와 헝가리에서는 장크트고트하르트에서의 승리에 비춰진 솔선수범과 추진력을 인정받았으나 불행하게도 자신들의 영토를 잃고 말았다. 이것은 후에 즈린스키-프란코판 반란으로 이어졌다.
조약은 오스만이 1683년 빈에 대한 2번째 침공이 있을 때까지 약 20년간 유지되었고, 이후 헝가리에 벌어지는 대투르크 전쟁 (1683년-1699년)으로 이어지게 된다.